# Paul Dini (auteur)
Pour les articles homonymes, voir Paul Dini.
Compléments
Paul Dini, né le 7 août 1957 à New York aux États-Unis, est un producteur, scénariste et auteur de comics américain. Il est connu en tant que producteur et auteur (ou coauteur) de plusieurs séries animées très populaires, comme : Les Tiny Toons (1990-1992) ; Batman (1992-1995) ; Superman, l'Ange de Metropolis (1996-2000) ; Batman, la relève (1999-2001) ; La Ligue des justiciers (2001-2006) ; Duck Dodgers (2003-2004).

## Biographie
Paul Dini naît et grandit à New York. Enfant d'un milieu modeste d'origine italienne, il réussit avec brio sa scolarité. Ayant reçu des bourses, il part faire ses études à Pebble Beach (en Californie) à la Stevenson School, une école pour les artistes. Ensuite, il part pour Boston où il acquiert un diplôme BFA en création littéraire au Emerson College. Au cours de ses années d'études, il commence à faire la pige pour des scripts de séries d'animation du studio Filmation. Il suit des cours en zoologie à l'université Harvard.
Quelques épisodes de la série Les Maîtres de l'univers (He-Man and the Masters of the Universe) sont écrits par lui. C’est pendant ses années d’université qu’il commence à écrire, en indépendant, des scripts de dessins animés pour plusieurs studios. En 1984, il est embauché par George Lucas pour travailler sur des projets d’animation. Il entre chez Warner Bros en 1989 et écrit des histoires pour la série d'animation Batman. Paul Dini est le créateur d'Harley Quinn pour ladite série animée,.
Il est également l’un des scénaristes de la série télévisée Lost. En 2006, il ajoute DC comics à son curriculum vitæ, toujours en tant que scénariste.
En dehors de Jingle Belle, et de Harley Quinn, il a créé les personnages de Madame Mirage, ainsi que du sheriff Ida Red, une cow-girl qui sévit dans la ville fantaisiste de Mutant, au Texas.

## Vie privée
Paul Dini est marié à la comédienne de doublage et magicienne Misty Lee depuis 2005.

## Filmographie

### Jeu vidéo
- 2009 : Batman: Arkham Asylum
- 2011 : Batman: Arkham City

### Cinéma
- 2014 : Maléfique (Maleficent) de Robert Stromberg (avec Linda Woolverton)

### Télévision
- 1983 : 
  - He-Man and the Masters of the Universe
  - 1983 : Dungeons and Dragons
  - Mister T (animation)
- 1985
  - Droïdes : Les Aventures de R2-D2 et C-3PO (animation)
  - Ewoks (animation)
  - Transformers
- 1990
  - Les Tiny Toons
  - Bill & Ted's Excellent Adventures
- 1992 : Batman
- 1993 : Animaniacs
- 1995 : Freakazoid!
- 1996 : Superman, l'Ange de Metropolis
- 1997 : Batman
- 1999 : Batman, la relève
- 2000 : Batman, la relève : Le Retour du Joker
- 2001 : La Ligue des justiciers
- 2003
  - Duck Dodgers
  - Static Choc
- 2004 : Lost
- 2005 : Krypto le superchien
- 2008
  - Batman: Black and White
  - Star Wars: The Clone Wars (animation)
- 2010
  - Batman : L'Alliance des héros
  - Scooby-Doo! Abracadabra-Doo
  - Tower Prep
- 2012 : Ultimate Spider-Man (série télévisée d'animation)
- 2013 : Hulk et les Agents du S.M.A.S.H. (série télévisée d'animation)

## Récompenses
- 5 Emmy awards pour l'écriture de Les Tiny Toons, Batman, Les Nouvelles Aventures de Batman et Batman, la relève
- Annie Award
- 1994 
  - Prix Eisner du meilleur one-shot pour The Batman Adventures: Mad Love (avec Bruce Timm)
  - Prix Harvey de la meilleure histoire pour The Batman Adventures: Mad Love (avec Bruce Timm)
  -  prix Haxtur de la meilleure histoire courte pour The Batman Adventures : Mad Love (avec Bruce Timm)
- 1995 : prix Eisner du meilleur numéro pour Batman Adventures Holiday Special (avec Bruce Timm)
- 1996 : prix Eisner du meilleure titre pour jeunes lecteurs avec Batman & Robin Adventures (avec Ty Templeton et Rick Burchett)
- 1998 : prix Eisner du meilleur album pour Batman & Superman Adventures: World's Finest (avec Joe Staton et Terry Beatty)
- 1999
  - Prix Eisner du meilleur album pour Superman: Peace on Earth (avec Alex Ross)
  - Prix Eisner du meilleur livre sur la bande dessinée pour Batman: Animated (avec Chip Kidd)
- 2000 
  - Prix du dessin animé de la Writers Guild of America
  - Prix Harvey du meilleur album pour Batman: War on Crime (avec Alex Ross)
- 2004 : prix Eisner du meilleur recueil pour Batman Adventures: Dangerous Dames et Demons (avec Bruce Timm)
- 2006
  - Prix Julie du Dragon Con
  - Prix de la série dramatique de la Writers Guild of America, Lost
- 2013 : prix Inkpot
- 2017 :  Prix Peng ! de la meilleure bande dessinée nord-américaine pour Dark Night : Une histoire vraie (en) (avec Eduardo Risso)

### Documentation
- Philippe Peter, « Paul Dini, Bruce Timm : quand Batman se muait en chef-d'œuvre rétro », dBD, no 137,‎ octobre 2019, p. 26-29.
- Paul Dini et Philippe Peter, « Paul Dini : "Un monde dans lequel rien n'est anodin" », dBD, no 137,‎ octobre 2019, p. 30-33.